# Mörrums Ryd och del av Forneboda
Mörrums Ryd och del av Forneboda var en av Statistiska Centralbyråns avgränsad och namnsatt småort i Karlshamns kommun. Den omfattade bebyggelse i Mörrums Ryd och en del av Forneboda, belägna i Mörrums socken strax norr om Mörrum ochutsträckt längs Bräknebodavägen (länsväg O 567). 1990 bodde där 138 personer på en yta av 24 hektar. Mörrums Ryd är sedan en del av Mörrums tätort i Karlshamns kommun och någon bebyggelseenhet med detta namn existerar inte sedan dess.